# Sam Totman
Sam Totman (Hertfordshire, 8 de agosto de 1979) es un músico británico y actual guitarrista rítmico y compositor de la banda Dragonforce. Nació el 8 de agosto de 1979, en Hertfordshire, Reino Unido, pero se mudó a Nueva Zelanda siendo muy pequeño.

## Historia
Empezó a tocar la guitarra clásica a los nueve años, dando clase durante mucho tiempo. Formó parte de tres bandas de muy diferentes estilos antes de formar parte de Dragonforce.
De entre ellas, destaca su estancia en la banda neozelandesa Demoniac (1993 - 1999). En ella, Sam Totman adoptaba el sobrenombre de Heimdall, dios  nórdico de la luz, y a la cual se unió en 1998 su todavía compañero Herman Li, guitarrista chino.
Esta banda se disolvió a finales de 1999, poco después de lanzar su último disco, The Fire and the Wind, en cuya portada original, que fue censurada, salía uno de los miembros del grupo bebiendo alcohol mientras mantenía relaciones sexuales; aunque acabó saliendo al mercado con dicha portada.
Todos los miembros de la banda, excepto el cantante (Dawson) formaron Dragonheart, que después cambiaria su nombre a Dragonforce.
Más tarde, Dawson colaboraría con Dragonforce en algunas canciones de su tercer disco, Inhuman Rampage.
Totman es el escritor y compositor principal de DragonForce, habiendo escrito tanto música como letras en la mayoría de la discografía de la banda.
- Datos: Q1784139
- Multimedia: Sam Totman / Q1784139